# IAFA Award
Die IAFA Awards sind eine Gruppe amerikanischer literarisch-akademischer Auszeichnungen. Der Hauptpreis der Distinguished Scholarship wird seit 1986 für herausragende literaturwissenschaftliche oder kritische Arbeit im Bereich der Science-Fiction verliehen.
Die Preisverleihungen finden bei der  International Conference on the Fantastic in the Arts (ICFA), der jährlich im März stattfindenden Konferenz der International Association for the Fantastic in the Arts (IAFA) in Orlando, Florida statt.
Neben dem Distinguished Scholarship werden noch folgende Preise verliehen:
- William L. Crawford Fantasy Award
- Robert A. Collins Service Award
- Stephen R. Donaldson Award
- David G. Hartwell Emerging Scholar Award
- Jamie Bishop Memorial Award
- Walter James Miller Memorial Award

Außerdem wird zusammen mit den anderen Preisen der von IAFA und Dell Magazines gemeinsam gesponserte Dell Magazines Award for Undergraduate Excellence in Science Fiction and Fantasy Writing. Bei der jährlichen ICFA wird auch der Lord Ruthven Award vergeben, ein Preis für literarische oder wissenschaftliche Arbeiten über Vampire.

## Preisträger

### Distinguished Scholarship Award
- 2022: Farah Mendlesohn
- 2021: Stacy Alaimo
- 2020: Nicht vergeben
- 2019: Mark Bould
- 2018: Fred Botting
- 2017: Edward James
- 2016: Christina Bacchilega
- 2015: Colin Milburn
- 2014: Istvan Csicsery-Ronay, Jr.
- 2013: Constance Penley
- 2012: Jeffrey J. Cohen
- 2011: Andrea Hairston
- 2010: Takayuki Tatsumi
- 2009: Maria Nikolajeva
- 2008: Roger Luckhurst
- 2007: Jane Donawerth
- 2006: M. Thomas Inge
- 2005: Damien Broderick
- 2004: Marcial Souto
- 2003: S. T. Joshi
- 2002: Roderick McGillis
- 2001: Brooks Landon
- 2000: Nina Auerbach
- 1999: John Clute
- 1998: Gary K. Wolfe
- 1997: N. Katherine Hayles
- 1996: Tom Shippey
- 1995: Peter Hunt
- 1994: James Flannery
- 1993: Devendra P. Varma
- 1992: Jack Zipes
- 1991: Brian Attebery
- 1990: H. Bruce Franklin
- 1989: Colin Manlove
- 1988: Kathryn Hume
- 1987: Brian Stableford
- 1986: Brian W. Aldiss

### William L. Crawford Fantasy Award
Der Crawford Fantasy Award ehrt das Andenken des Verlegers und Herausgebers William L. Crawford. Er wird seit 1985 an junge Autoren verliehen, deren erster Fantasy-Roman im vorhergehenden Jahr erschienen ist. Die 2005 verstorbene Andre Norton war an der Einführung und Vergabe des Preise über lange Jahre wesentlich beteiligt.
- 2022: Nicht vergeben
- 2021: Nicht vergeben
- 2020: Nicht vergeben
- 2019: Rebecca F. Kuang, The Poppy Wars
- 2018: Carmen Maria Machado, Her Body and Other Parties
- 2017: Charlie Jane Anders, All the Birds in the Sky
- 2016: Kai Ashante Wilson, The Sorcerer of the Wildeeps
- 2015: Stephanie Feldman, The Angel of Losses
- 2014: Sofia Samatar, A Stranger in Olondria
- 2013: Karin Tidbeck, Jagganath
- 2012: Genevieve Valentine, Mechanique
- 2011: Karen Lord, Redemption in Indigo
- 2010: Jedediah Berry, The Manual of Detection
- 2009: Daryl Gregory, Pandemonium
- 2008: Christopher Barzak, One for Sorrow
- 2007: Mary Rickert, Map of Dreams
- 2006: Joe Hill, Twentieth Century Ghosts
- 2005: Steph Swainston, The Year of Our War
- 2004: K. J. Bishop, The Etched City
- 2003: Alexander C. Irvine, A Scattering of Jades
- 2002: Jasper Fforde, The Eyre Affair, Der Fall Jane Eyre
- 2001: Kij Johnson, The Fox Woman
- 2000: Anne Bishop, Black Jewels trilogy, Dunkelheit, Dämmerung und Schatten
- 1999: David B. Coe, Lon Tobyn Chronicles
- 1998: Chitra Banerjee Divakaruni, Mistress of Spices
- 1997: Candas Jane Dorsey, Black Wine
- 1996: Sharon Shinn, Archangel, Erzengel
- 1995: Jonathan Lethem, Gun, With Occasional Music, Knarre mit Begleitmusik
- 1994: Judith Katz, Running Fiercely Toward a High Thin Sound
- 1993: Susan Palwick, Flying in Place
- 1992: Greer Gilman, Moonwise
- 1991: Michael Scott Rohan, Winter of the World Trilogy, Der Winter der Welt
- 1990: Jeanne Larsen, The Silk Road
- 1989: Michaela Roessner, Walkabout Woman
- 1988: Elizabeth Marshall Thomas, Reindeer Moon
- 1987: Judith Tarr, The Hound and the Falcon Trilogy
- 1986: Nancy Willard, Things Invisible to See
- 1985: Charles de Lint, Moonheart

### Robert A. Collins Service Award
Der Preis ist nach dem Begründer der Konferenz Robert A. Collins benannt, der auch erster Preisträger war. Er wird seit 1985 unregelmäßig an Funktionäre der IAFA verliehen, die sich um die Organisation besonders verdient gemacht haben.
- 2022: Jim Casey
- 2022: Farah Mendlesohn
- 2021: Nicht vergeben
- 2020: Nicht vergeben
- 2019: Gary K. Wolfe
- 2017: Bill Clemente
- 2016: Sydney Duncan
- 2013: David G. Hartwell
- 2008: Katy Hatfield
- 2008: Len Hatfield
- 2006: Charles M. Nelson
- 2002: C. W. Sullivan III
- 1996: Donald Palumbo
- 1990: Donald Morse
- 1989: Marshall B. Tymn
- 1986: Roger C. Schlobin
- 1985: Robert A. Collins

### Stephen R. Donaldson Award
Der Preis ist nach dem Autor Stephen R. Donaldson benannt und wird seit 1997 unregelmäßig an Personen verliehen, die sich um die IAFA besonders verdient gemacht haben, ohne Mitglieder der Organisation zu sein.
- 2015: Joe Berlant
- 2012: Carol McMullen-Pettit
- 2011: Tom Doherty
- 2006: Rick Wilber
- 2006: Carl Boehm
- 1998: Jullian Krueger-Printz
- 1997: Stephen R. Donaldson

### David G. Hartwell Emerging Scholar Award
Der Preis wird seit 1987 jährlich für die beste bei der Konferenz präsentierte studentische Arbeit verliehen und ist mit 250 Dollar dotiert. Ursprünglich der Graduate Student Award, 2016 umbenannt zur Erinnerung an den in diesem Jahr verstorbenen SF- und Fantasy-Herausgeber David G. Hartwell.
- 2022: Iuliia Ibragimova
- 2021: Robert Nguyen
- 2020: Filip Boratyn
- 2019: Nicht vergeben
- 2018: Kelli Shermeyer
- 2017: Grant Dempsey
- 2016: Jordan S. Carroll
- 2015: Taylor Evans
- 2014: Malisa Kurtz
- 2013: Cassandra Bausman
- 2012: Timothy S. Miller
- 2011: Mark DeCicco
- 2010: Elizabeth McManus
- 2009: Kurt Fawver
- 2008: Greg Bechtel
- 2007: Richard Landon
- 2005: Christine Mains
- 2004: Rebekah Long
- 2003: Martin Horstkotte
- 2002: Eve Tal
- 2002: Sarah Canfield Fuller
- 2000: David Sandner
- 1999: Ann Vasey
- 1998: Alexander C. Irvine
- 1997: Suzanna Nybert
- 1996: Joel A. Hollander
- 1995: Greer Watson
- 1994: Diana Pharoah Francis & Carter F. Hanson
- 1993: Robin Calfee Moye
- 1992: Marcelaine Wininger Rovano & Maureen King
- 1991: Rob Latham
- 1990: Jianjiong Zhu
- 1989: Michael Collins
- 1988: Sally Bartlett
- 1987: Veronica Hollinger

### Jamie Bishop Memorial Award
Der Jamie Bishop Memorial Award for an Essay Not in English wird seit 2007 für eine nicht in Englisch erstmals publizierte wissenschaftliche Arbeit zu einem Thema der Phantastik verliehen. Er ehrt das Andenken des 2007 beim Amoklauf an der Virginia Tech ermordeten Christopher James („Jamie“) Bishop, Sohn des Science-Fiction-Autors Michael Bishop.
- 2022: Szilvia Gellai
- 2021: Maria Beliaeva Solomon
- 2020: Valentina Gossetti & Eliza Kent
- 2019: Nicht vergeben
- 2018: Guangyi Li
- 2017: David Dalton
- 2016: Natacha Vas-Deyres & Patrick Bergeron
- 2015: Fernando Ángel Moreno, Mikel Peregrina & Steven Bermúdez Antúnez
- 2014: Vera Cuntz-Leng
- 2013: Ezequiel De Rosso
- 2012: Pampa Olga Arán
- 2011: Alejo Steimberg
- 2010: Pablo Brescia
- 2009: Sandor Klapcsik
- 2008: María Beatriz Cóceres
- 2007: Carlos Abraham

### Walter James Miller Memorial Award
Der Walter James Miller Memorial Award for Student Scholarship in the International Fantastic wird seit 2017 für eine nicht in Englisch erstmals publizierte studentische Arbeit zu einem Thema der Phantastik verliehen. Er ehrt das Andenken des 2010 verstorbenen Autors und Jules-Verne-Herausgebers Walter James Miller.
- 2021: Natalie Deam
- 2020: Brittany Roberts
- 2019: Nicht vergeben
- 2018: Peter Adrian Behravesh
- 2017: Ida Yoshinaga